# Dream☆Wing
「Dream☆Wing」（ドリーム・ウィング）は、栗林みな実の9作目のシングル。2005年11月2日にLantisから発売された。

## 概要
- 「Dream☆Wing」は、テレビ東京系アニメ『舞-乙HiME』前期オープニングテーマ。
- ジャケットにはアリカ・ユメミヤがマシロ・ブラン・ド・ヴィントブルームを抱いている様子が描かれている。

## 収録曲
全曲 作詞・作曲：栗林みな実、編曲：飯塚昌明
1. Dream☆Wing [4:11]
2. あなたがそばにいるだけで [4:30]
3. Dream☆Wing (instrumental)
4. あなたがそばにいるだけで (instrumental)

## カバー
- 高槻やよい（小清水亜美） -  『アイドルマスター XENOGLOSSIA キャラクターアルバム vol.2熱唱! サンライズ巨大ロボットアニメソング無敵』に収録。